# Julien Abraham
Julien Abraham (Enghien-les-Bains, 14 maggio 1976) è un regista e sceneggiatore francese.

## Biografia
È nato a Enghien-les-Bains, nel dipartimento della Val-d'Oise, nella regione dell'Île-de-France. Si è laureato in economomia e managemente all'Università di Parigi-Sorbona.
Ha esordito alla regia realizzando il documentario 2001: l’odyssée des musiques.
Nel 2012 ha diretto La cité rose, film drammatico presentato in anteprima al 21º Festival du film de Sarlat. La sceneggiatura, da lui scritta con Diouc Koma e Jimmy Laporal-Trésor, analizza le dinamiche di un gruppo di ragazzi della periferia parigina. La pellicola diviene il trampolino di lancio del dodicenne attore Azize Diabaté Abdoulaye, che  interpreta Mitraillette, uno dei protagonisti.
Il suo secondo lungometraggio è la commedia Made in China del 2019, con Frédéric Chau, Medi Sadoun e Julie De Bona.
Lo stesso anno ha diretto Mon frère - Tutto per mio fratello, distribuito da BAC Films e dalla piattaforma Netflix, nel quale ha affidato i ruoli di protagonista al rapper Mohamed Sylla, noto come MHD, che interpreta Teddy, un minorenne vittima di violenze domestiche, accusato di aver ucciso il padre, e Darren Muselet, che interpreta  Enzo, un diciassettenne orfano, abusato sessualmente dal padre e finito in un centro educativo a causa dei suoi comportamenti violenti.

## Filmografia
- 2001: l’odyssée des musiques (2001 - documentario)
- La cité rose (2012)
- Made in China (2019)
- Mon frère - Tutto per mio fratello (Mon frère) (2019)